# Maiak, Ciornomorske
Maiak (în ucraineană Маяк) este un sat în comuna Olenivka din raionul Ciornomorske, Republica Autonomă Crimeea, Ucraina.

## Demografie
Componența lingvistică a localității Maiak
     Rusă (100%)
Conform recensământului din 2001, toată populația localității Maiak era vorbitoare de rusă (100%).